# بيدول (بيدفوردشير)
بيدول (بالإنجليزية: Bidwell, Bedfordshire)‏ هي قرية تقع في المملكة المتحدة في شرق انجلترا.